# Paracassidina bakeri
Paracassidina bakeri är en kräftdjursart som beskrevs av Bruce1994. Paracassidina bakeri ingår i släktet Paracassidina och familjen klotkräftor. Inga underarter finns listade i Catalogue of Life.